# Vyškovce
Vyškovce és un poble i municipi d'Eslovàquia. Es troba a la regió de Prešov, al nord del país.

## Història
La primera referència escrita de la vila data del 1414.

## Demografia
| Godina             | 1994 | 2004   | 2014   | 2024    |
| ------------------ | ---- | ------ | ------ | ------- |
| Nombre de persones | 144  | 145    | 138    | 119     |
| Diferència         |      | +0,69% | −4,82% | −13,76% |

| Godina             | 2023 | 2024   |
| ------------------ | ---- | ------ |
| Nombre de persones | 120  | 119    |
| Diferència         |      | −0,83% |